# Nigritomyia festinans
Nigritomyia festinans är en tvåvingeart som först beskrevs av Walker 1859.  Nigritomyia festinans ingår i släktet Nigritomyia och familjen vapenflugor. Inga underarter finns listade i Catalogue of Life.